# Rusurplia tristis
Rusurplia tristis är en insektsart som beskrevs av Sjostedt 1930. Rusurplia tristis ingår i släktet Rusurplia och familjen gräshoppor. Inga underarter finns listade i Catalogue of Life.